# 쫑 (프로게이머)
쫑(본명: 한종문, 1999년 10월 12일 ~ )은 대한민국의 전직 카트라이더 러쉬플러스, 카트라이더 프로게이머로 선수 시절 아이디는 JJONG이다.

## 선수 시절

### 카트라이더 러쉬플러스
2021년, NTC 크리에이터즈에 입단하면서 프로 커리어를 시작했다. 2021-1시즌에 참가하여 팀의 우승에 기여했다. 2021-2시즌에 참가하여 팀의 두 번째 우승, 개인전 준우승을 달성했다. 이후 팀이 해체되었다.
2022시즌을 앞두고 팀 GP에 입단했다. 2022-1시즌에 참가하여 팀의 우승에 기여, 개인전 4위를 기록했다. 이후 팀이 해체되었다.
2022-2시즌을 앞두고 ROX 게이밍에 입단했다. 2022-2시즌에 참가하여 개인전 우승을 달성, 팀전 3위를 기록했다.
2023시즌을 앞두고 ROX 게이밍과 재계약을 체결했다.

### 카트라이더: 드리프트
2023년 3월 2일, ROX의 카트라이더: 드리프트 부문 로스터에 등록되었다. 프리시즌1 팀전 4위를 기록했다. 팀전 풀리그에서는 5번의 에이스 결정전에 출전하여 전승을 달성하며 팀의 5승을 직접 이루어냈다. 에이스 결정전 상대 중 박인수를 꺾으며 팀을 플레이오프로 견인했다. 프리시즌2 팀전 3위, 개인전 11위를 달성했다. 이후 팀에서 퇴단했다.
2023년 8월 12일, 자신의 개인 방송을 통해 은퇴를 밝혔다.

## 소속팀
| # | 팀명             | 소속 기간               | 소속 리그 | 비고  |
| - | ---------------- | ----------------------- | --------- | ----- |
| 1 | NTC 크리에이터즈 | 2021.06.04 ~ 2021.12.21 | KRPL      |       |
| 2 | 팀 GP            | 2022.01.03 ~ 2022.07.13 | KRPL      |       |
| 3 | ROX 게이밍       | 2022.09.13 ~ 2023.07.31 | KRPL KDL  | [ 4 ] |

## 수상 내역

### 카트라이더 러쉬플러스
공식 대회 우승 4회, 준우승 1회
- 2021 신한은행 헤이영 카트라이더 러쉬플러스 리그 시즌 1 팀전 우승
- 2021 신한은행 헤이영 카트라이더 러쉬플러스 리그 시즌 2 개인전 준우승
- 2021 신한은행 헤이영 카트라이더 러쉬플러스 리그 시즌 2 팀전 우승
- 2022 신한은행 헤이영 카트라이더 러쉬플러스 리그 시즌 1 팀전 우승
- 2022 신한은행 쏠 카트라이더 러쉬플러스 리그 시즌 2 개인전 우승
- 2022 신한은행 쏠 카트라이더 러쉬플러스 리그 시즌 2 팀전 3위
- 카트라이더 러쉬플러스 레전드 챔피언십 팀전 3위

### 카트라이더: 드리프트
- 카트라이더: 드리프트 리그 프리시즌 2 팀전 3위